# Ocoee, Florida
Ocoee är en stad (city) i Orange County, i delstaten Florida, USA. Enligt United States Census Bureau har staden en folkmängd på 36 320 invånare (2011) och en landarea på 38,1 km².